# Myrcianthes coquimbensis
Myrcianthes coquimbensis là một loài thực vật có hoa trong Họ Đào kim nương. Loài này được (Barnéoud) Landrum & Grifo mô tả khoa học đầu tiên năm 1988.